# Prunum
Genre
Synonymes
- genre Egouana[1]
- genre Egouena Jousseaume, 1875[1]
- genre Leptegouana Woodring, 1928[1]
- sous-genre Marginella (Prunum) Herrmannsen, 1852[1]
- genre Porcellanella Tryon, 1882[1]

Prunum est un genre de mollusques gastéropodes de la famille des Marginellidae.

## Liste d'espèces
Selon World Register of Marine Species (8 décembre 2018) :
- Prunum abyssorum (Tomlin, 1916)
- Prunum aikeni Cossignani, 2018
- Prunum albertoangelai Cossignani, 2005
- Prunum albertoi Espinosa & Ortea, 1998
- Prunum albuminosa (Dall, 1919)
- Prunum aletes Roth, 1978
- Prunum amabile (Redfield, 1852)
- Prunum amphorale de Souza, 1992
- Prunum amygdalum (Kiener, 1841)
- Prunum annulatum (Reeve, 1865)
- Prunum antillanum (Sarasúa, 1992)
- Prunum apicinum (Menke, 1828)
- Prunum arangoi Espinosa & Ortea, 2015
- Prunum augusta (Thiele, 1925)
- Prunum bahiense (Tomlin, 1917)
- Prunum batabanoense Espinosa & Ortea, 2002
- Prunum bayonai Cossignani, 2009
- Prunum beali (McGinty, 1940)
- Prunum bellulum (Dall, 1890)
- Prunum boreale (A. E. Verrill, 1884)
- Prunum cahuitaense Magaña, Espinosa & Ortea, 2003
- Prunum caledonicum T. Cossignani, 2001
- Prunum camachoi Espinosa & Ortea, 2003
- Prunum canasense Espinosa, Moro & Ortea, 2011
- Prunum caneli Espinosa, Ortea & Fernández-Garcés, 2007
- Prunum canilla (Dall, 1927)
- Prunum carneum (Storer, 1837)
- Prunum cassis (Dall, 1889)
- Prunum catochense Cossignani, 2004
- Prunum chagosi Hayes & Boyer, 1997
- Prunum chumi Espinosa & Ortea, 2000
- Prunum cinctum (Kiener, 1834)
- Prunum cineraceum (Dall, 1889)
- Prunum circumvittatum (Weisbord, 1962)
- Prunum clarae Contreras, 1994 †
- Prunum coltrorum Cossignani, 2005
- Prunum conchibellum Espinosa, Ortea & Moro, 2010
- Prunum cubanum Sarasúa & Espinosa, 1977
- Prunum curtum (G. B. Sowerby I, 1832)
- Prunum damasoi Cossignani, 2006
- Prunum dawnbrinkae Massier, 1993
- Prunum egmontense Espinosa & Ortea, 2015
- Prunum enriquevidali Espinosa & Ortea, 1995
- Prunum estefaniae Pérez-Dionis, Ortea & Espinosa, 2009
- Prunum evelynae (F. M. Bayer, 1943)
- Prunum flori Espinosa, Ortea & Moro, 2010
- Prunum frumari Petuch & Sargent, 2012
- Prunum fulminatum (Kiener, 1841)
- Prunum gijon Espinosa & Ortea, 2006
- Prunum goliat Espinosa, Moro & Ortea, 2011
- Prunum gorgonense Roth, 1978
- Prunum guttatum (Dillwyn, 1817)
- Prunum hartleyanum (Schwengel, 1941)
- Prunum holandae Espinosa & Ortea, 1999
- Prunum humboldti Espinosa, Ortea & Moro, 2009
- Prunum hunabi Espinosa & Ortea, 2015
- Prunum ianusi Espinosa & Ortea, 2015
- Prunum javii Espinosa, Ortea & Moro, 2013
- Prunum josealejandroi Espinosa, Moro & Ortea, 2011
- Prunum labiatum (Kiener, 1841)
- Prunum labrosum (Redfield, 1870)
- Prunum lalanai Espinosa & Ortea, 2013
- Prunum leonardhilli Petuch, 1990
- Prunum lipei (Clover, 1990)
- Prunum lizanoi Magaña, Espinosa & Ortea, 2003
- Prunum lorenae Espinosa & Ortea, 2013
- Prunum macleani Roth, 1978
- Prunum magnificum (Sarasúa, 1989)
- Prunum marginatum (Born, 1778)
- Prunum mariateresae Cossignani, 2009
- Prunum martini (Petit de la Saussaye, 1853)
- Prunum mingueloi Espinosa & Ortea, 2013
- Prunum montseae Espinosa, Ortea & Moro, 2014
- Prunum nataliae Pérez-Dionis, Ortea & Espinosa, 2009
- Prunum negoi Cossignani, 2005
- Prunum niciezai Espinosa & Ortea, 1998
- Prunum nivosum (Hinds, 1844)
- Prunum nobilianum (F. M. Bayer, 1943)
- Prunum olivaeforme (Kiener, 1834)
- Prunum pacotalaverai Espinosa, Ortea & Moro, 2014
- Prunum pellucidum (Pfeiffer, 1840)
- Prunum pinerum Sarasúa & Espinosa, 1977
- Prunum poeyi Espinosa & Ortea, 2015
- Prunum poulosi Lipe, 1996
- Prunum pruinosum (Hinds, 1844)
- Prunum prunum (Gmelin, 1791)
- Prunum pulchrum (Gray, 1839)
- Prunum pulidoi Espinosa & Ortea, 1999
- Prunum pyrumoides Lussi & G. Smith, 1999
- Prunum quelimanense Bozzetti, 2001
- Prunum quini Ortea & Espinosa, 2018
- Prunum quinteroi Espinosa & Ortea, 1999
- Prunum redfieldii (Tryon, 1883)
- Prunum roosevelti (Bartsch & Rehder, 1939)
- Prunum roscidum (Redfield, 1860)
- Prunum rostratum (Redfield, 1870)
- Prunum rubens (Martens, 1881)
- Prunum sapotilla (Hinds, 1844)
- Prunum saulcyanum (Petit de la Saussaye, 1851)
- Prunum smalli Espinosa & Ortea, 2002
- Prunum storeria (Couthouy, 1837)
- Prunum succineum (Conrad, 1846)
- Prunum tacoense Espinosa & Ortea, 2014
- Prunum tethys Lussi & G. Smith, 1999
- Prunum thalassicola Espinosa, Ortea & Fernández-Garcés, 2007
- Prunum torticulum (Dall, 1881)
- Prunum triangulum Lussi & G. Smith, 2015
- Prunum virginianum Conrad, 1868 †
- Prunum walvisianum (Tomlin, 1920)
- Prunum woodbridgei (Hertlein & A. M. Strong, 1951)